# Irreversible (canción)
"Irreversible" es la séptima canción del álbum Guapa del grupo español La Oreja de Van Gogh. Dominada por los sonidos de guitarra del principio y el dulce tono de Amaia, es una de las canciones más significativas del álbum donde, asimismo, predomina el tono oscuro de otras canciones como Muñeca de trapo o Dulce locura.

## Información sobre la canción
La canción explica que la chica ha llegado a un punto en que su corazón no puede volver a un punto anterior (no es reversible) desde que conoció a su amor. Esto quiere decir que jamás podrá desenamorarse. Los sentimientos descritos en esta canción empapan cada tramo de su letra. 
La mayor parte de las frases son interrogaciones retóricas que recalcan la idea del corazón irreversible. 
- Datos: Q5920467